# Pachyserica yanoi
Pachyserica yanoi är en skalbaggsart som beskrevs av Shuhei Nomura 1959. Pachyserica yanoi ingår i släktet Pachyserica och familjen Melolonthidae. Inga underarter finns listade i Catalogue of Life.